# 오시마정 (야마구치현)
오시마정(大島町)은 야마구치현 야시로섬에 있던 정이며 오시마군에 소속되었었다. 면적은 47.29㎢, 인구는 7,373명이었다.
2004년 10월 1일에 구카정, 다치바나정, 도와정과 합병해 스오오시마정이 되어 소멸하였다.

## 지리
야마구치 현 동부 야시로섬의 서부에 위치하고 있다. 혼슈와는 오바타케 세토를 사이에 두고 대치하고 있으며, 현재는 1976년 7월 개통한 오시마 대교에 의해 강 건너의 오바타케 정과 연결되어 있다.기후는 대체로 온난하고 급경사가 많아 감귤 재배의 적지이며 양질의 귤이 생산되고 있다.

## 역사
- 1952년 9월 15일 - 고마쓰정, 야시로촌이 합병해 오시마정이 성립하였다.
- 1955년 1월 15일 - 가마노촌, 오키우라촌과 합병해 새로운 오시마정이 성립하였다.
- 1971년 9월 9일 - 이와쿠니 기지 소속 A-4 스카이호크가 정내로 추락하였다.
- 2004년 10월 1일 -  구카정, 다치바나정, 도와정과 합병해 스오오시마정이 성립하였다. 동일 오시마정은 폐지되었다.

## 교통

### 도로
- 국도 제437호선 (일본)(일본어판)